# Municipio Carichí
Koordinaten: 27° 54′ N, 107° 6′ W
Carichí ist ein Municipio mit etwa 8800 Einwohnern im mexikanischen Bundesstaat Chihuahua. Das Municipio Carichí hat eine Fläche von 2594,7 km². Verwaltungssitz und größter Ort des Municipios ist das gleichnamige Carichí.

## Geographie
Das Municipio Carichí liegt südwestlich des Zentrums des Bundesstaats Chihuahua auf einer Höhe zwischen 1600 m und 3000 m. Es zählt zur Gänze zur physiographischen Provinz der Sierra Madre Occidental und liegt zu 92,6 % in der hydrologischen Region Bravo-Conchos, die in den Golf von Mexiko entwässert, 5,7 % liegen im endorheischen Becken der Cuencas  Cerradas  del  Norte  (Casas  Grandes), 1,7 % zählen zur hydrographischen Region Sonora Sur und entwässern in den Golf von Kalifornien. Die Geologie des Municipios wird zu 74 % von rhyolithischem Tuff bestimmt bei 13 % Sandstein-Konglomerat und 8 % Basalt; vorherrschende Bodentypen im Municipio sind der Leptosol (38 %), Luvisol (28 %), Phaeozem (18 %) und Regosol (8 %). 79 % der Gemeindefläche sind bewaldet, 13 % werden ackerbaulich genutzt, 8 % dienen als Weideland.
Das Municipio ist umgeben von den Municipios San Francisco de Borja, Cusihuiriachi, Guerrero, Bocoyna, Nonoava und Guachochi.

## Bevölkerung
Beim Zensus 2010 wurden im Municipio 8795 Menschen in 2073 Wohneinheiten gezählt. Davon wurden 4240 Personen als Sprecher einer indigenen Sprache registriert, darunter 3979 Sprecher der Tarahumara-Sprache. Gut 39 % der Bevölkerung waren Analphabeten. 3008 Einwohner wurden als Erwerbspersonen registriert, wovon über 86 % Männer bzw. 4,75 % arbeitslos waren. 33 % der Bevölkerung lebten in extremer Armut.

## Orte
Das Municipio Carichí umfasst 209 bewohnte localidades, von denen lediglich der Hauptort vom INEGI als urban klassifiziert ist. 20 Orte wiesen beim Zensus 2010 eine Einwohnerzahl von über 100 auf. Die größten Orte sind:
| Ort                    | Einwohner |
| Carichí                | 1672      |
| Ciénega de Ojos Azules | 0705      |
| Tajirachi              | 0391      |
| Ocórare de Baqueachi   | 0208      |